# Миколаївська синагога
Синагога Хабад-Любавич в Миколаєві (Синагога «Хабад любавич») — синагога, розташована в Миколаєві, на вулиці Шнеєрсона 15.
Синагога була побудована в 1877 році за ініціативою хасидиів з Хабад-Любавич. Після 1934 року радянська влада націоналізувала будівлю, відкривши в ній будинок культури. Відродження громади почалося в 1991 році. У 1995 році будівлю було повернуто громаді.